# Kloster Cismar

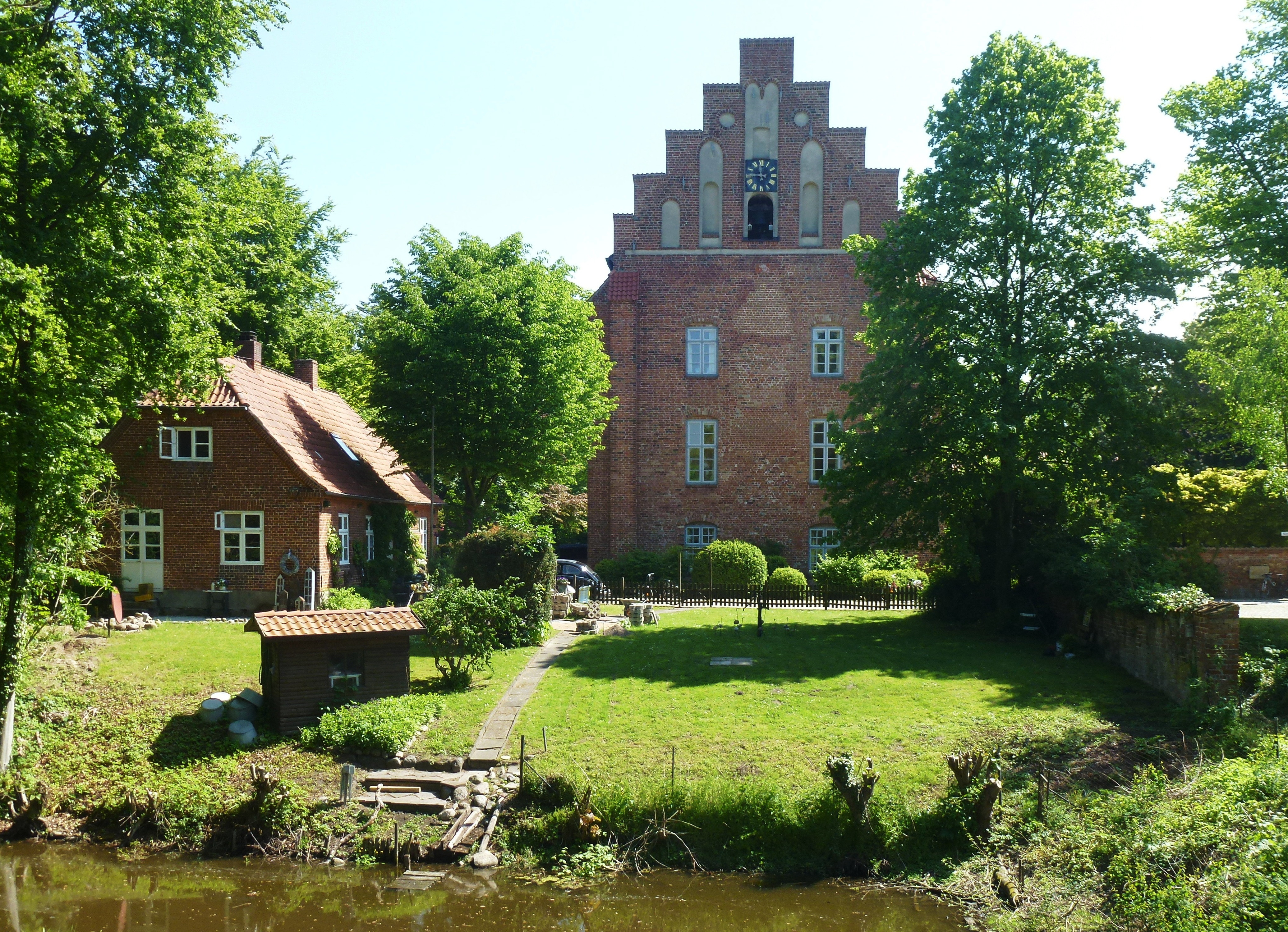
Kloster Cismar, Westfassade

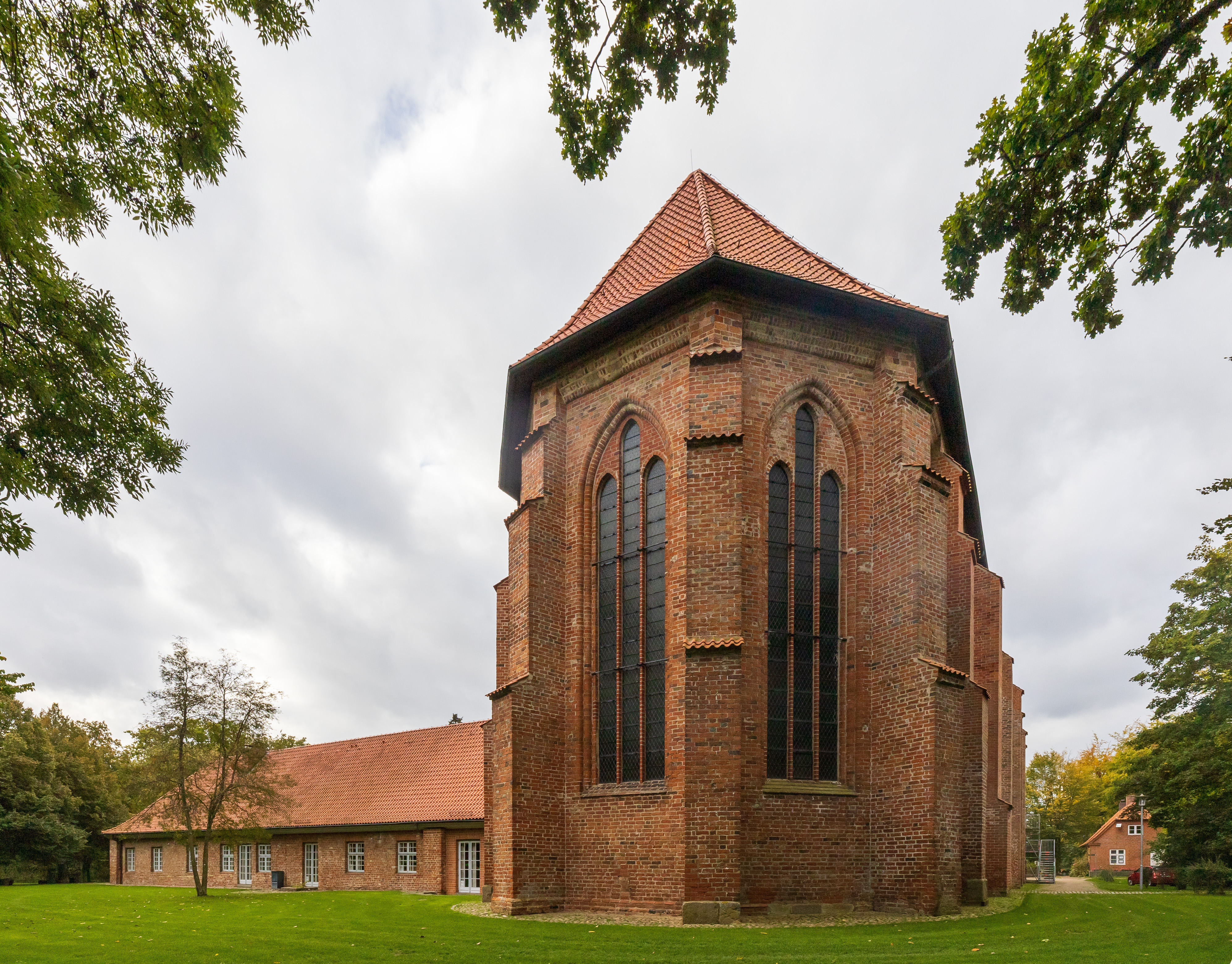
Kloster Cismar, Ostfassade

Das Kloster Cismar war von 1245 bis 1561 eine Benediktinerabtei in Cismar, Gemeinde Grömitz in Schleswig-Holstein und dient heute im Sommer als Dependance des Landesmuseums Schleswig-Holsteins für Kunstausstellungen.

## Heutiger Bauzustand
Der Bau ist im Stil der Backsteingotik errichtet, dabei wurden zahlreiche Ziegel speziell für die künftige Verwendung hergestellt. Er besteht aus einer heute einschiffigen hohen Kirche ohne Turm. Der ehemalige Laienabschnitt im Westen wurde abgetrennt und im Stile des Barocks als Wohnung des Amtmannes des Amtes Cismar umgebaut. Dieser Abschnitt wird heute als Dependance des Landesmuseums Schleswig-Holsteins für Kunstausstellungen im Sommer genutzt. Weitere einstöckige Bauten umschließen den viereckigen Innenhof im Osten und Süden, Umrisse des Kreuzganges sind durch Steinmarkierungen angedeutet. Der westliche Bauteil ist nicht mehr erhalten. Die Westfront ist als Treppengiebel ausgeführt. Ausgrabungen haben 1965 erkennen lassen, dass der ursprüngliche Bau bereits um 1320 wesentlich vergrößert wurde. Der gesamte Komplex ist von einem Wassergraben und Erdwällen umschlossen.

## Geschichtlicher Überblick
Das St.-Johannes-Kloster in Cismar wurde nicht neugegründet, sondern von Lübeck ab 1245 nach Cismar verlegt. Der Lübecker Konvent besaß von Anfang an Ländereien in Ostholstein. Als die Abtei verlegt wurde, stand kein anderer Platz außer Cismar in Frage.

### Von den Anfängen bis zur Säkularisation

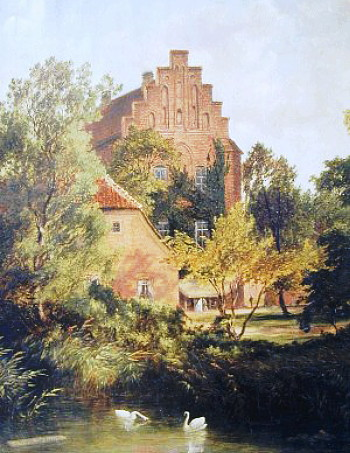
Westfassade nach einem Gemälde von Friedrich Loos, 1860

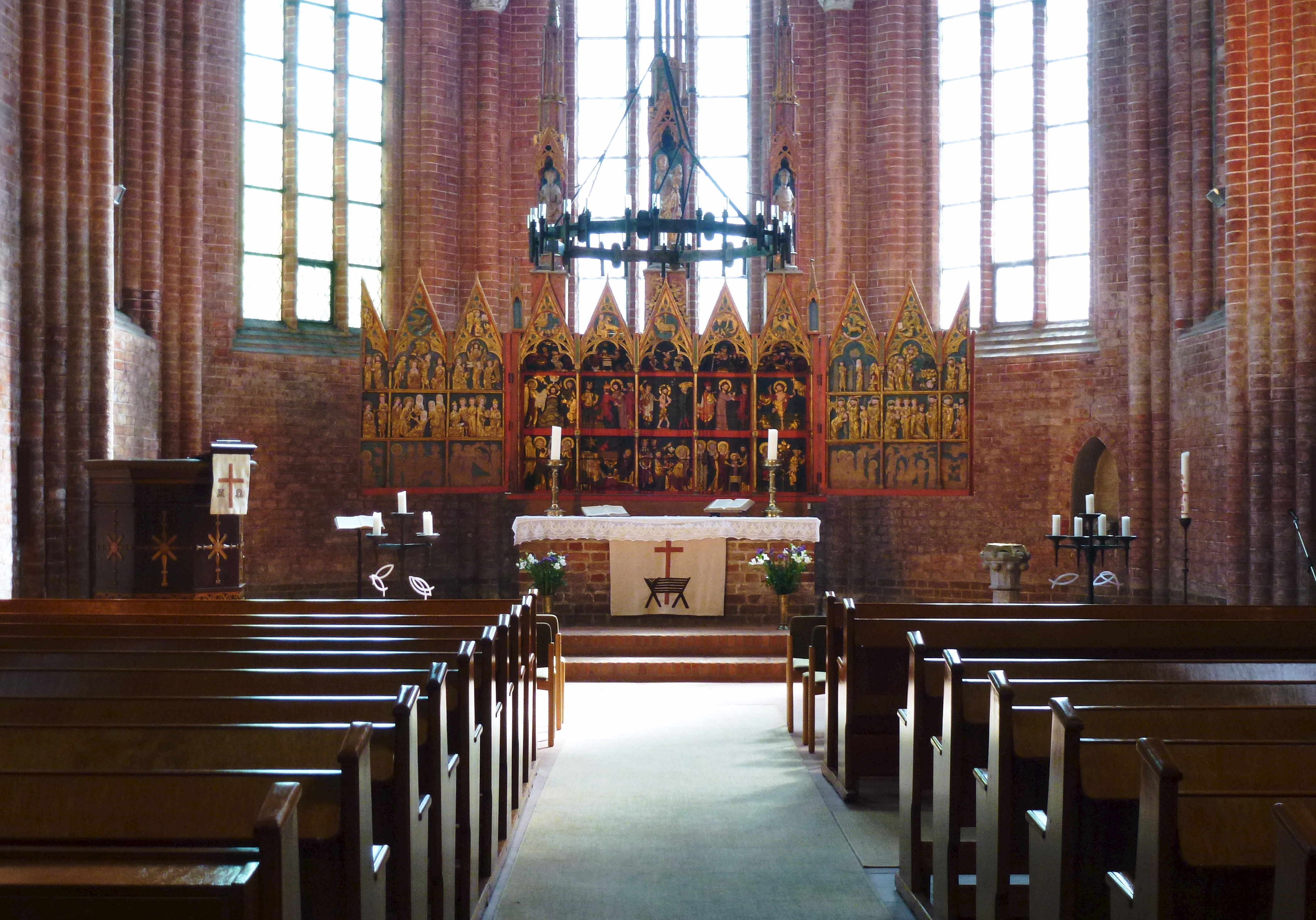
Zentralgang und Altar

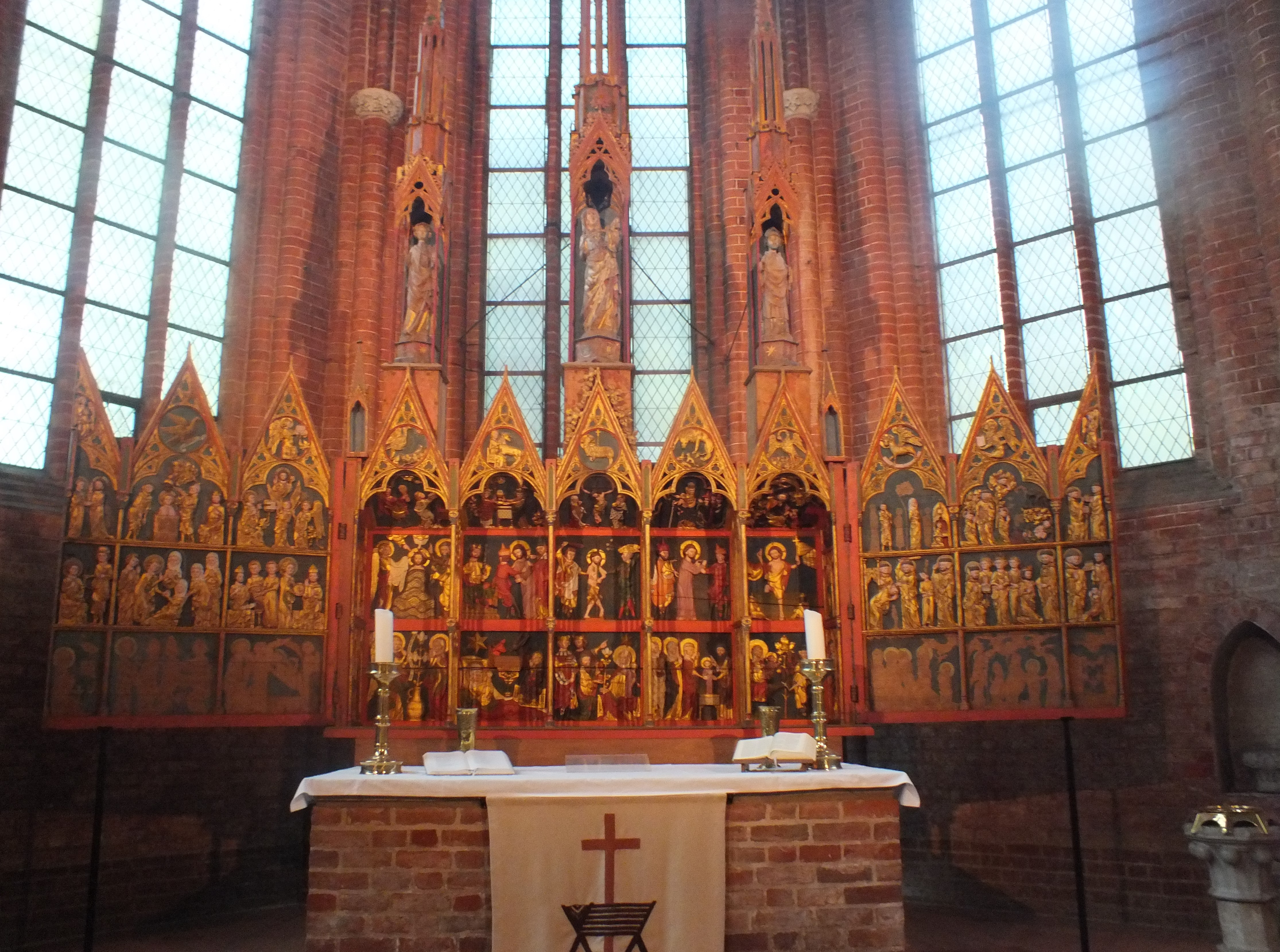
Altar

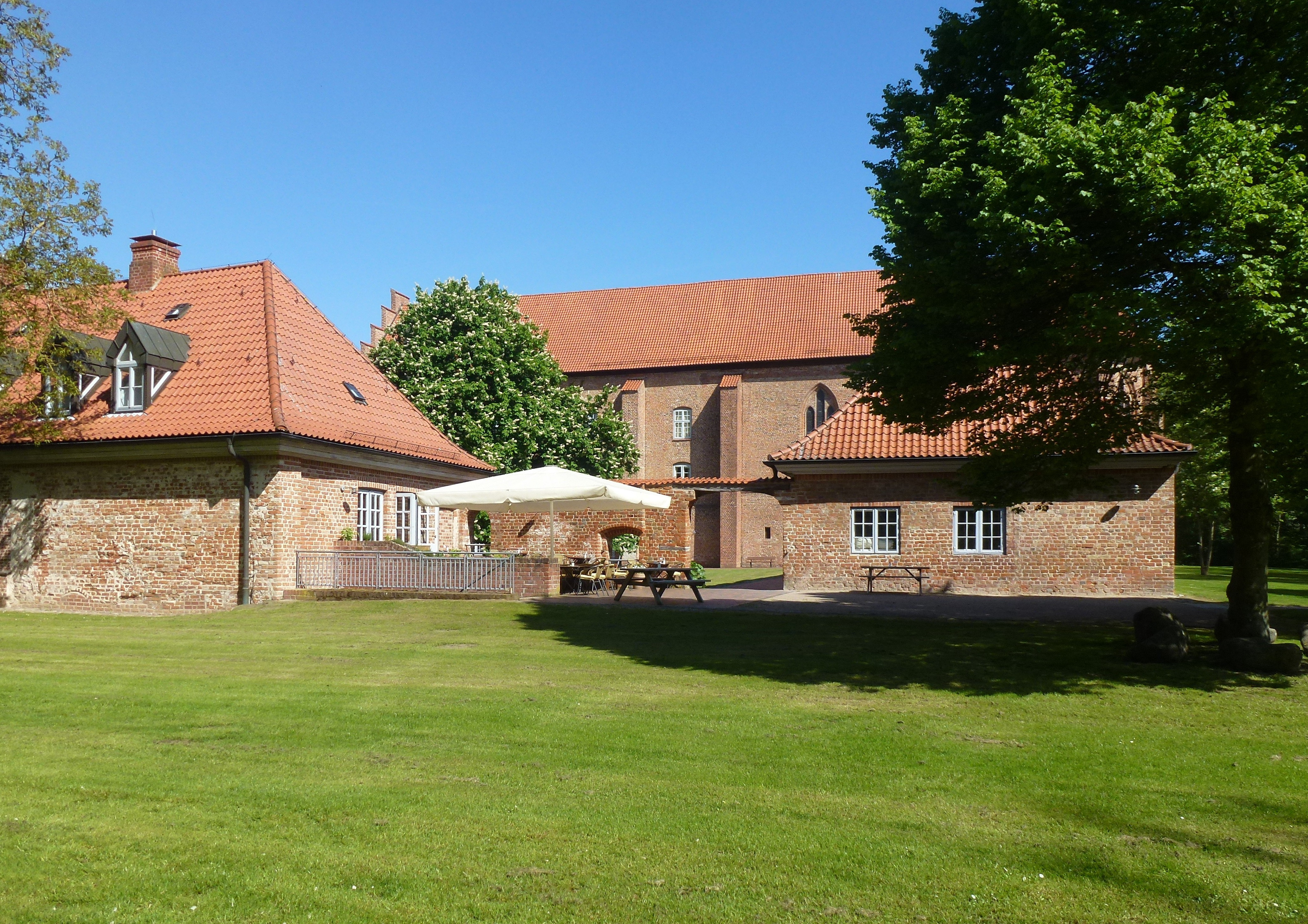
Ansicht von Süden

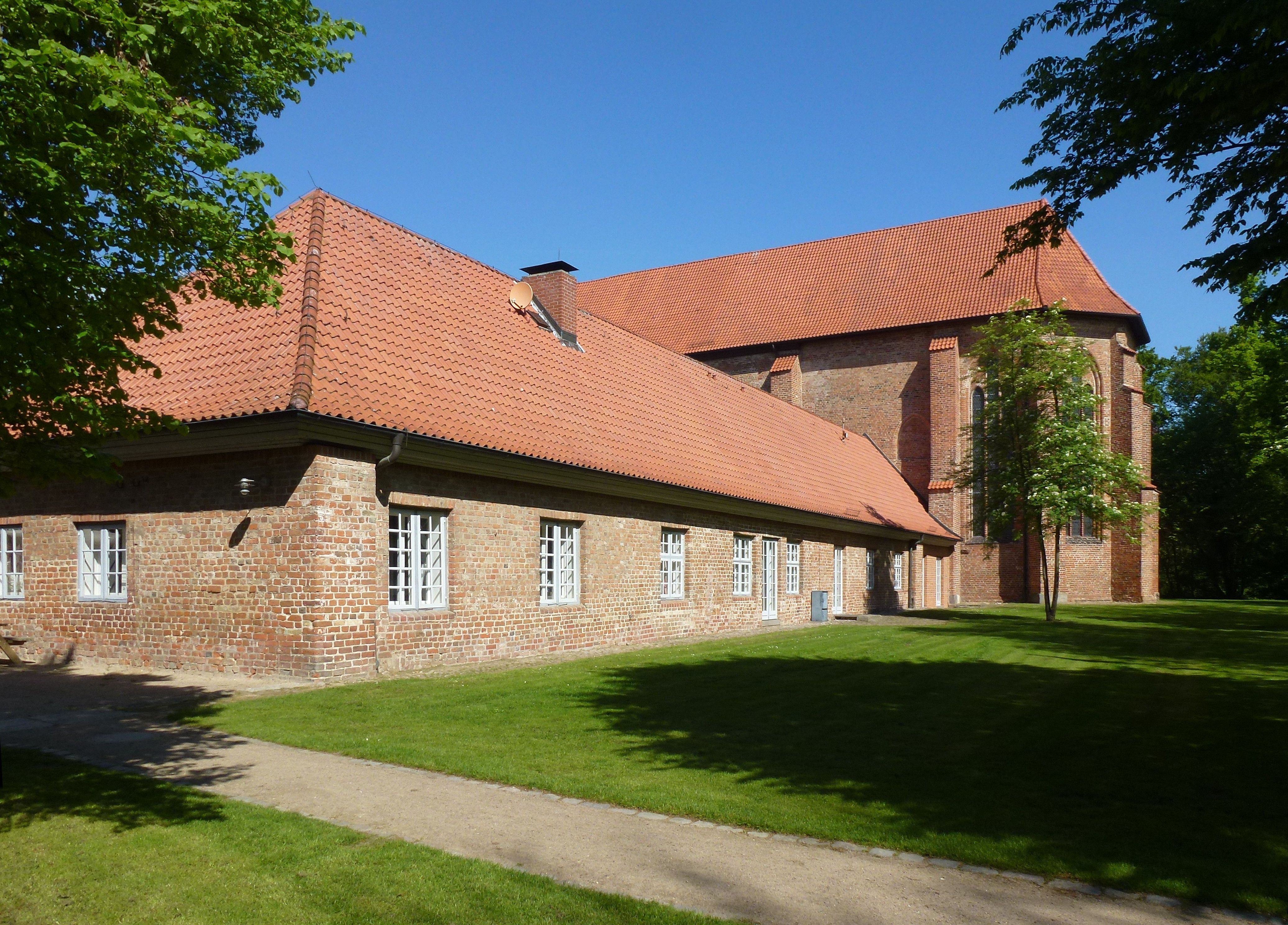
Ansicht von Südosten

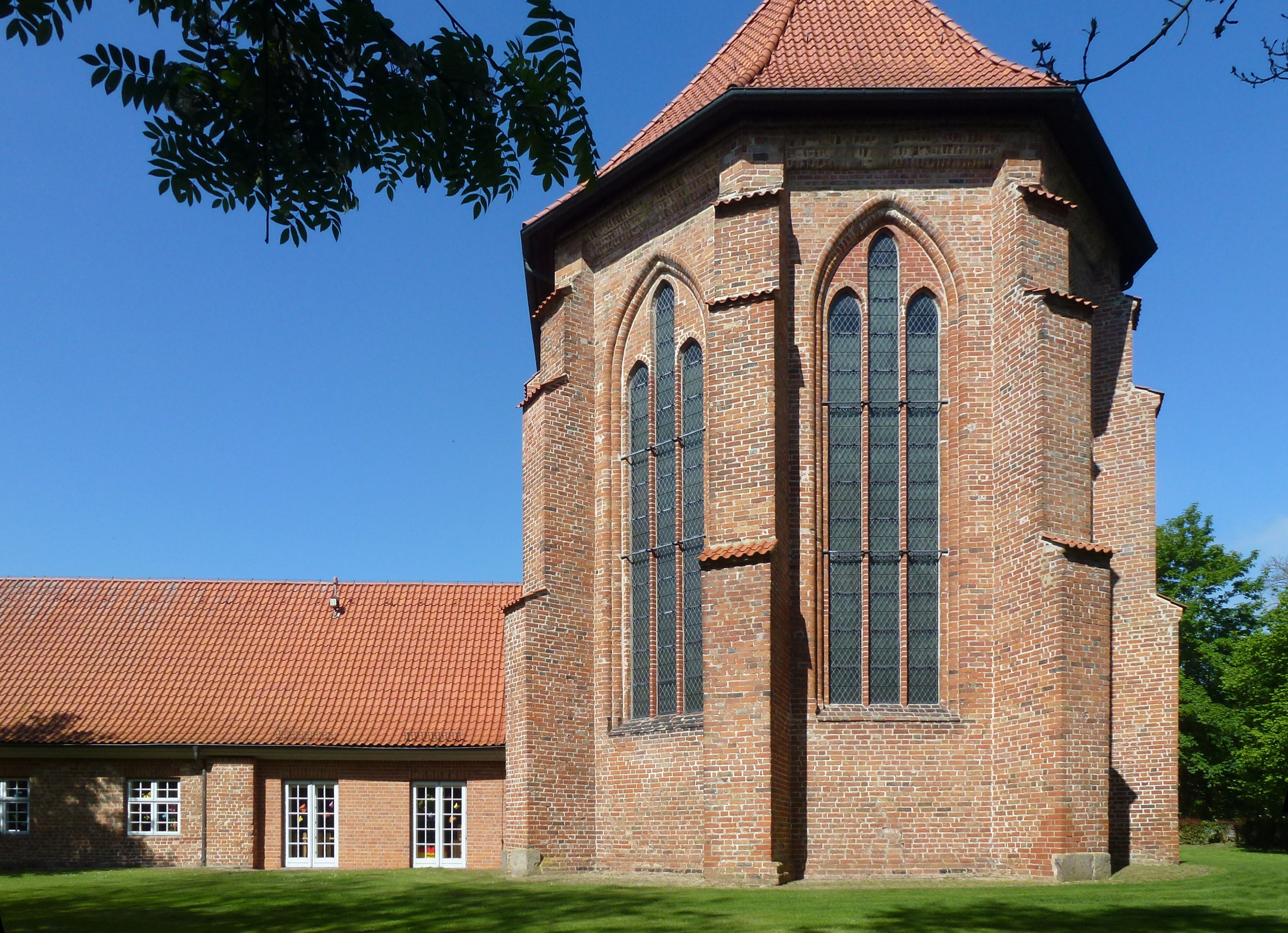
Ansicht von Osten

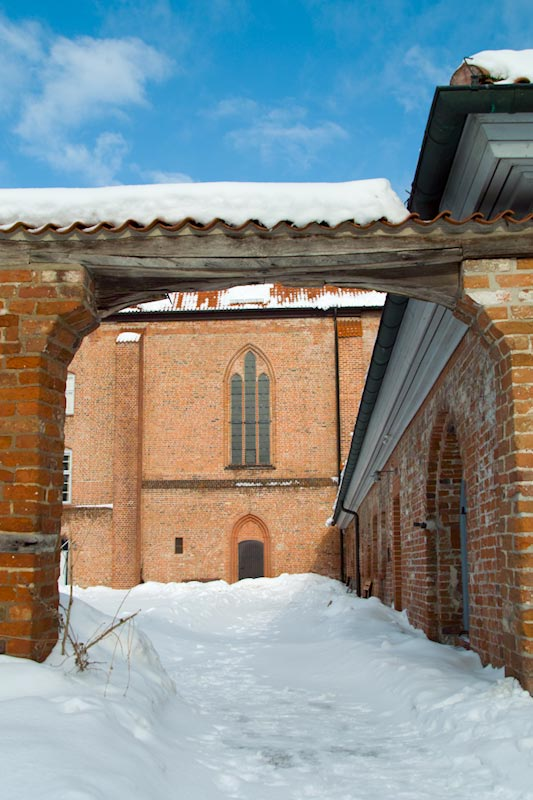
Torbogen zum Innenhof

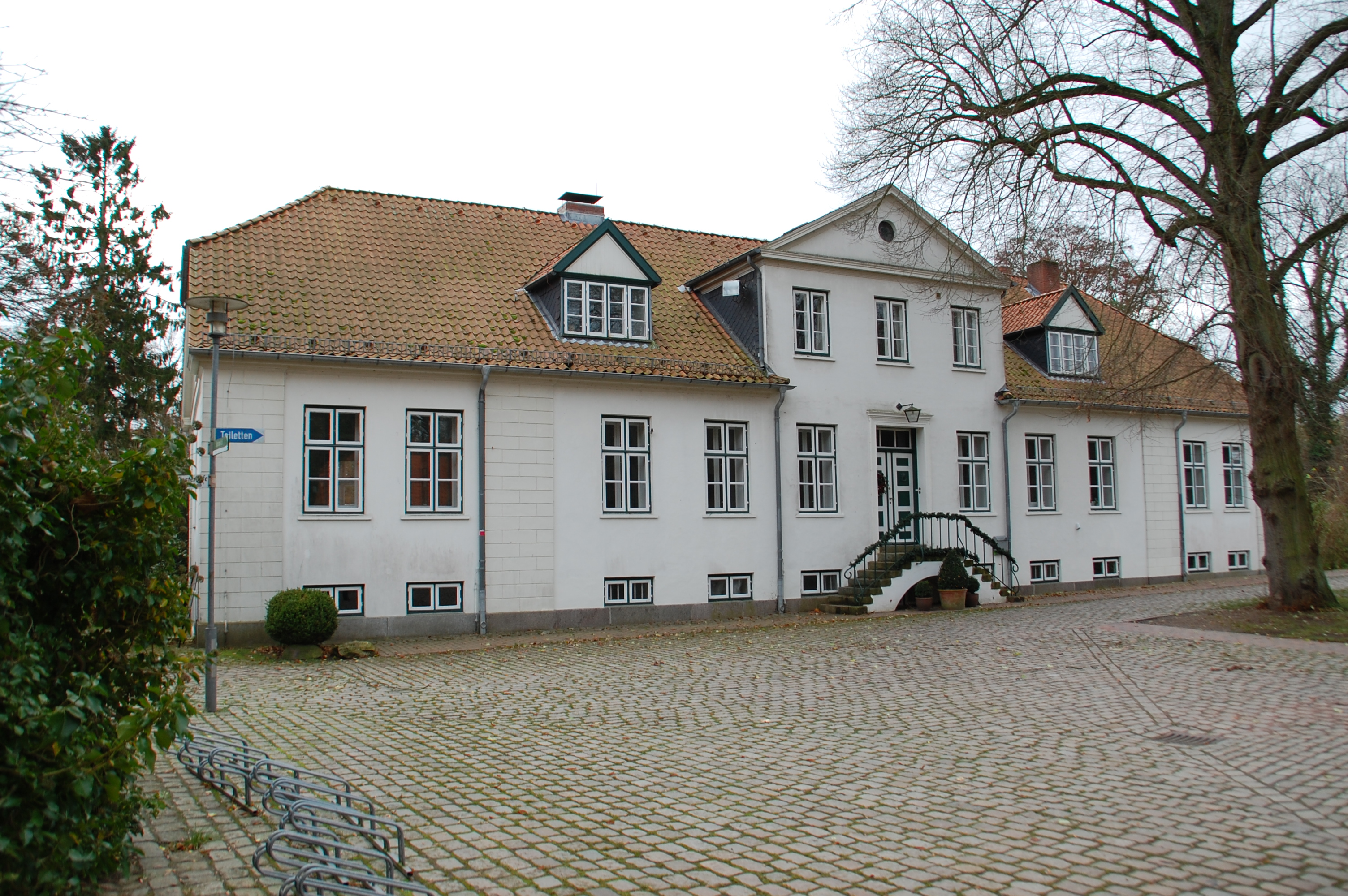
Das Weiße Haus

1177, nach der Verlegung des Bischofssitzes von Oldenburg nach Lübeck, berief der Lübecker Bischof Heinrich I. von Brüssel Benediktinermönche aus Braunschweig in die Stadt und weihte dort ein Kloster, das Johanniskloster. Vermutlich unter Abt Johann I. wurden Töchter und Witwen Lübecker Patrizier als Nonnen aufgenommen. Das Kirchenrecht duldete das Zusammenleben von Mönchen und Nonnen in einem Kloster nicht. Es kam zu Klagen über die Missstände im Doppelkloster, „die Klosterbrüder benähmen sich innerhalb und außerhalb der Klostermauern so gar nicht wie Mönche“. Die Benediktinermönche hatten danach Schwierigkeiten, ein den Ordensregeln entsprechendes Leben zu führen.
Spätestens um 1230 begann die Auseinandersetzung um die Verlegung des Konvents von Lübeck nach Cismar. In einer Urkunde vom 25. Oktober 1231 wurde auf Anordnung des Grafen Adolf IV. von einer Verlegung des St.-Johannesklosters nach Cicimeresthorp im Osten der noch kaum christianisierten Halbinsel Wagrien berichtet. Die Versetzung des Mönchskonvents ging nicht ohne Schwierigkeiten vor sich, denn es kam zu einem Rechtsstreit um die Rechtmäßigkeit dieser Verlegung. Abt Johann I. und ein Teil des Konvents zogen 1245 nach Cismar und begannen dort das Kloster neu zu bauen. Beendet wurden die Auseinandersetzungen erst im März 1256.
Der Cismarer Konvent war zahlenmäßig nie groß. Konkrete Angaben liegen aber nur für das 14. und 15. Jahrhundert vor. In einer Urkunde vom 21. Mai 1325 beurkunden außer Abt Wiprecht und Prior Johann II. noch 18 Mönche einen Verkauf. Wenn der Konvent doch größer war, so doch gewiss nicht erheblich. 1328 wurden Abt Johann VIII. und 16 Mönche genannt, während es 1346 neben dem Abt Johann XI. 13 Mönche waren. Aus einer Urkunde von 1361 ist zu entnehmen, dass während der Pestepidemie ein Teil der Klosterinsassen an der Pest gestorben war.
Nach dem Anschluss der Abtei an die Bursfelder Kongregation wurden 1502 urkundlich 25 Mönche und 1513 noch 21 Mönche aufgeführt. Die Urkunde vom 16. Dezember 1502 ist bisher der einzige Beleg für eine namentliche Auflistung aller anwesenden Mönche im hiesigen Kloster.
Die Anschlussurkunde des Klosters an die Bursfelder Union stammt vom 13. Oktober 1449, der Lübecker Bischof Arnold Westphal gab am 8. Oktober 1451 seine Einwilligung zu diesem Anschluss. Dem Kloster wurde 1502 von dem päpstlichen Legaten, Kardinal Raimund Peraudi, Bischof von Gurk, der Jubelablass gewährt.
Überliefert sind neun vom Kloster Cismar eingegangene Bruderschaftsverträge, von denen zwei noch aus der Zeit vor der Verlegung nach Cismar stammen. 1283 erneuerte das Kloster einen Bruderschaftsvertrag mit dem Aegidienkloster in Braunschweig und 1290 mit dem Ratzeburger Domkapitel. Der bedeutendste Vertrag wurde am 9. Oktober 1301 mit dem Benediktinerkloster Stolpe an der Peene in Pommern geschlossen. Mit dem Kloster Bordesholm schloss Cismar am 1. Oktober 1389 einen Freundschaftsvertrag, der ebenfalls dem Cismarer Konvent ein Übergewicht verlieh.
Das Benediktinerinnenkloster Preetz unterstellte sich zeitweilig für die Leitung in geistlichen und wirtschaftlichen Dingen Mönchen aus Cismar. Da es in der Lübecker Diözese kein anderes Mönchskloster des Benediktinerordens gab, war neben dem Lübecker Bischof der Abt von Cismar die übergeordnete geistliche Instanz. Sie waren auch für die Bestellung des Klosterpropstes zuständig. So wurden zwei Cismarer Mönche Pröpste im Kloster Preetz. Von 1275 bis 1285 war Konrad dort Propst, unter ihm wurde die Klosterkirche gebaut. Ab 1491 war Mönch Hermann Kulpin nur ein Jahr Propst, er konnte wegen Unfähigkeit den dortigen großen Wirtschaftsbetrieb nicht sinnvoll leiten.
In der ersten Hälfte des 15. Jahrhunderts lehnte sich das Kloster gegen seinen Diözesanbischof auf und versuchte vor dem Basler Konzil die Exemtion zu erreichen, scheiterte aber. Die danach vom Lübecker Bischof Johannes Schele beim Basler Konzil eingereichte Petition, in der er Unterstützung gegen den Cismarer Abt Thomas Lunow wünschte, wurde am 1. Juni 1436 zu seinen Gunsten entschieden. Das Konzil befand, dass das Kloster in allem dem Hochstift Lübeck unterworfen sei und Gehorsam leisten müsse. Es gelang dem Bischof aber nicht, den Abt absetzen zu lassen, da der Konvent auf der Seite des Abtes stand. Der Cismarer Abt war weder vom Bischof noch von dessen Vertreter geweiht worden. Das Verhältnis zum Lübecker Bischofsstuhl verbesserte sich auch in späteren Jahren nicht.
Der Cismarer Abt Walter Vechel wurde 1498 durch Papst Alexander VI. mehrfach als Visitator und Reformator des Benediktinerordens in den mecklenburgischen Klöstern Dobbertin und Rühn eingesetzt, um die in den dortigen Klöstern eingerissene Unordnung zu beseitigen.

#### Wirtschaftliche Verhältnisse
Durch den Verkauf des Dorfes Sycima (Cismar) 1237 an die Mönche des St.-Johannes-Klosters in Lübeck schuf Graf Adolf IV. von Holstein eine wichtige Voraussetzung für die Klosterverlegung.
Die wirtschaftliche Grundlage für das Kloster war von Anfang an relativ gut, da es schon in seinen Lübecker Jahren seinen Besitz in Wagrien, also in der Nähe des späteren Klosters Cismar, systematisch erweitert und abgerundet hatte.
Im 13. und 14. Jahrhundert berichten die Urkunden von frommen Stiftungen und Reliquienschenkungen, Klagen und Streitbeilegungen, ebenso von Renten- und Grundstücksgeschäften. Deren Ziel war durchweg die Erweiterung der Liegenschaften in Cismar.
Das Cismar benachbarte Dorf Grömitz erwarben die Mönche 1322 von den Herren von Westensee. Graf Johann III. von Holstein übergab den Mönchen das Patronat über die Kirche in Grömitz, um 1400 war sie der Abtei inkorporiert.
1325 besaß die Abtei Cismar einen direkt dem Kloster vorgelagerten Hafen, 22 ganze und zwei halbe Dörfer in Klosternähe, zwölf Mühlen, Seen und Fischteiche. Neben zwei Mühlen in Cismar hatten die Mönche auch die Dammhusener Mühle westlich von Wismar in ihrem Besitz. Zum umfassenden Landbesitz in Lauenburg kamen in Mecklenburg weitere Dörfer und Streubesitz in rascher Folge hinzu. In den Jahren zwischen 1303 und 1321 kaufte das Kloster neben den bereits vorhandenen Dörfern Krempin und Schmakentin weitere zehn Besitzungen westlich und östlich von Wismar hinzu, bis 1318 dann noch drei Hofstellen vom Ratsherrn Johannes de Crkow zu Wismar in der Vogtsgrube, der heutigen Claus-Jesup-Straße in Wismar und bis 1321 Teile und ganze Dörfer auf der Insel Poel.
Die Cismarer Mönche förderten maßgeblich die Erschließung des wagrischen Landes und richteten einen umfangreichen Armendienst ein.
Das Kloster hatte seine Besitzungen in Holstein fast ausnahmslos mit der Hoch- und Niedergerichtsbarkeit erworben.
In den Pestjahren um 1350 konnte das Land oft nicht bewirtschaftet werden, da viele Pächter starben, flohen oder die Abgaben verweigerten. Gegen Ende des 14. Jahrhunderts dehnte das Kloster seinen Landbesitz bereits wieder aus. Neue Rückschläge brachten die Kämpfe um das Herzogtum Schleswig zwischen den dänischen Königen und den holsteinischen Grafen im 15. Jahrhundert, als Kloster und Besitz beim Einfall Erichs von Pommern in Wagrien verheert wurden.

#### Baulichkeiten
Über Beginn und Fortgang der Bauten von Kirche und Kloster ist nichts überliefert. Eine erste Klosterkirche, deren Einrichtung wegen der aus Lübeck gekommenen Mönche um 1245 anzusetzen ist, wurde zwischen 1260 und 1300 nach Osten hin durch zwei Joche mit polygonalem Chorabschluss einschiffig erweitert. Die 1965 bis 1970 durchgeführten bauhistorische Untersuchungen ergaben, dass der vierjochige Westteil der ersten Klosterkirche im 14. Jahrhundert neu gestaltet wurde. Ein Hallenlettner trennte diesen Teil vom Mönchschor. Die Gesamtlänge des einschiffigen, gewölbten Baues beträgt 62 Meter. Der Chorabschluss ist recht eindrucksvoll in der schlichten Größe der Formen lübischer Frühgotik.
Um den großen Reliquienschatz des Klosters angemessen zur Schau stellen zu können, wurde zwischen 1310 und 1320 im Chor ein aufwändiger, kunstgeschichtlich bedeutender dreiflügeliger Hochaltarschrein aufgestellt. Die fünf tiefen Nischen im Mittelteil des Altaraufsatzes, früher noch durch Borte unterteilt, zeigen in 15 Feldern Motive aus dem Leben Jesu. Im rechten Flügel sind Szenen aus dem Leben Benedikts und im linken Flügel aus der Legende des Evangelisten Johannes, des Klosterpatrons, dargestellt.
Einige Figuren sind vermutlich schon um 1250 entstanden. Die holzgeschnitzten Flachreliefs tragen noch die ursprüngliche Farbfassung. Der Altar wird derselben Werkstatt wie das Bocholtgestühl im Lübecker Dom zugeschrieben, vermutlich wurde er von Hermann Walther von Kolberg und seiner Werkstatt geschaffen. Er ist der älteste in der Kunstgeschichte bekannte Schnitzaltar.
Über 800 wertvolle Reliquien wie ein Blutstropfen Christi, ein Dorn seiner Krone, die dem Bischof von Lübeck von Heinrich II. geschenkt wurde, und die geheiligte Quelle auf dem Klostergrund machten das Kloster zu einem bedeutenden Wallfahrtsort. Dies bedeutete auch Einnahmen großen Stils. Durch die Pest und als Folge der kriegerischen Auseinandersetzungen zwischen dem dänischen König und dem Holsteiner Adel gingen die Wallfahrten zurück, die Einkünfte aus dem Landbesitz reichten nicht mehr zum Unterhalt des Klosters. Am 23. Mai 1432 wurde Papst Eugen IV. um Unterstützung für den Unterhalt gebeten.
Von den Klosterbauten ist die Kirche und ein Teil des Refektoriums erhalten geblieben. Ein Großteil der Kirche wurde durch Umbauten in einen Wohnsitz verwandelt. Der Kreuzgang kann durch noch sichtbare Bogenansätze und Konsolen nachgewiesen werden. An der Südseite befindet sich in einem Backsteinpfeiler eingelassen die Grabplatte des Lübecker Ratsherrn Heinrich von Hachede von 1473.

### Aufhebung des Klosters

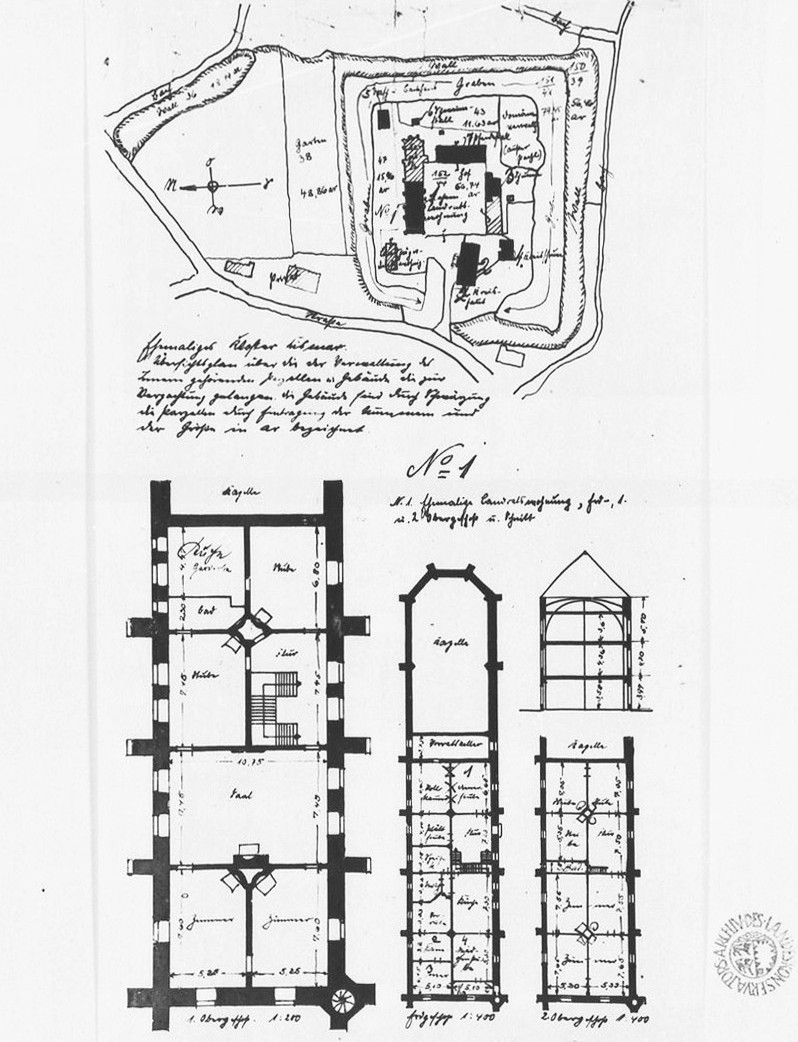
Kloster Cismar: Lageplan und Grundriss mit Amtswohnung

Im Zuge der lutherischen Reformation erfolgte die Aberkennung der Echtheit der Reliquien durch den Lübecker Bischof. Dies führte dazu, dass die Bedeutung als Wallfahrtsort schwand. Der Niedergang des Klosters setzte sich fort, doch über die tatsächlichen Auswirkungen im Kloster Cismar ist wenig bekannt. Auf dem Landtag zu Rendsburg am 9. März 1542 wurde die Annahme der protestantischen Kirchenordnung beschlossen. Das Kloster wurde 1542 durch Bischof Nikolaus Sachow von Lübeck visitiert und fiel bei der Landesteilung 1544 an Herzog Adolf von Schleswig-Holstein-Gottorf, der Joachim von Rantzau als Amtmann einsetzte.
Die Klostergemeinschaft bestand zunächst weiter fort. Um 1560 wurde das Kloster aufgegeben und später in ein landesherrliches Schloss umgewandelt. Die letzte vom Abt Augustinus überlieferte Urkunde stammt vom 20. Dezember 1559, die Entscheidung des Abts genehmigte Herzog Adolf erst am 2. Dezember 1560. Die Aufhebung war 1561 abgeschlossen. Der Cismarer Hof des Klosters Cismar in Lübeck wurde 1563 verkauft.
Johannes Stricker wurde zum ersten protestantischen Pfarrer in Cismar ernannt und im Herbst 1561 vom Amtmann des Klosters in Cismar eingeführt. Stricker wurde 1572 aus Holstein vertrieben und ging nach Lübeck, wo er 1599 starb. Der erste evangelische Geistliche der Grömitzer Patronatskirche war Andreas Grote, der dort 1559 ein lebenslanges Wohnrecht bekam.
Am 28. Januar 1561 wurde Benedikt von Ahlefeldt als Amtmann eingesetzt und im selben Jahr 1561 wurde das Kloster endgültig säkularisiert und das Klostergebiet in ein Amt umgewandelt.
Da Abt Augustinus vermutlich im hohen Alter gestanden hat und der Konvent sich widerspruchslos fügte, schien die Aufhebung des Klosters problemlos ohne Flucht oder Vertreibung vonstattengegangen zu sein.
Der Güterkomplex des Klosters in Ostholstein wurde als fürstlich Gottorpisches, dann seit 1773 als landesherrliches Amt Cismar verwaltet.

### Äbte von Cismar
Namen und Jahreszahlen bezeichnen die urkundlich nachweisbare Erwähnung als Abt.
- 1219–1246 Johann I.
- 0000 0000Johann II. Stultus
- 1251–1252 Gottfried de Elbing
- 1253–1255 Johann III. von Landesbergen
- 1256 0000Herbord I.
- 1258 ooooDietrich I. von Vlothow
- 1263–1276 Herbord II.
- 0000 0000 Hartwich von Stolpe
- 1276–1278 Johann IV. von Lüneburg
- 1280–1286 Johann V. von Lüneburg (trat zurück)
- 1290–1296 Heinrich von Brilow (trat zurück)
- 1296–1305 Johann VII. von Stolpe
- 1306 0000 Johann VII. von Ledereke
- 1308–1325 Wiprecht
- 0000 0000 Konrad (urkundlich nicht belegt)
- 0000 0000 Christian (urkundlich nicht belegt)
- 1326–1328 Johann VIII. Bowekendorp
- 1329–1363 Johann IX. Parchimus Hovemann
- 1368–1371 Ludolf
- 1389–1400 Nikolaus Sidenkrul
- 1411 0000 Johann X.
- 1426–1427 Lorenz I.
- 1432 0000 Georg
- 1436–1447 Thomas Lunau
- 1449–1459 Gerhard II. Bruzevitz
- 1460–1464 Dietrich II.
- 1465–1473 Gerhard III.
- 1473–1494 Heinrich II. von Minden
- 1495–1504 Walter Vechel
- 1504–1512 Lorenz II.
- 1513–1542 Johann X. Vechel
- 1542–1560 Augustin (mit ihm schließt die Kopenhagener Abtsliste) er war mit großer Sicherheit der letzte regierende Abt des Klosters.[16]

### Prioren von Cismar
Namen und Jahreszahlen bezeichnen die urkundlich nachweisbare Erwähnung als Prior.
- 1227 Friedrich
- 1232 Arnold I.
- 1241 Herbord
- 1256 Johann I.
- 1283 Otto
- 1296 Bertram
- 1310 Arnold II.
- 1318–1331 Johann II.
- 1345–1347 Bruno
- 1361–1363 Ludolf (ab 1368 Abt von Cismar)
- 1368–1370 Nikolaus II.
- 1389–1400 Christian
- 1409 Georg (ab 1432 Abt von Cismar)
- 1411 Johann III.
- 1432–1441 Marquard Rad
- 1449–1454 Henning
- 1460 Tilemann
- 1465–1466 Mathias I.
- 1467–1470 Heinrich (wahrscheinlich ab 1473 Abt als Heinrich von Minden in Cismar)
- 1473–1488 Johann VI.
- 1491 Albert
- 1494–1502 Johann V.
- 1507–1510 Mathias II.
- 1518–1529 Augustin (war später Abt des Klosters und regierte dieses bis zur Aufhebung)
- 1546 Mathias III. Grunderbeke
- 1558 Johann VI. (letzter nachweisbarer Prior des Klosters Cismar)

#### Siegel
Das Siegel des Cismarer Konventes zeigt einen rückwärts blickenden, auffliegenden Adler, das Wahrzeichen des Evangelisten Johannes, unter dessen Patrozinium Cismar stand. In seinen Fängen hält der Adler ein Spruchband mit den Anfangsworten des Johannesevangeliums: IN PRINCIPIO ERAT VERBUM. Die Umschreibung lautet: S + CONVENTUS + S + IOANIS + EWG + I + SICIMER + Das Siegel stammt von einer Urkunde des Bistums Lübeck vom 22. Juni 1305, Eutin.

### Nach der Aufhebung des Klosters
Nach der Auflösung der Klostergemeinschaft wurde deren Besitz 1561 von der Gottorfer Herzogslinie eingezogen, die es zu einem Schloss mit Gutsbetrieb umbauten. Ein weiterer Umbau erfolgte 1768, als für den Großfürstlichen Amtmann David Reinhold von Sievers der Westteil der Kirche abgetrennt wurde und durch Einziehung zweier Zwischendecken in ein Wohnhaus als Sitz des Amtmanns verwandelt wurde. Danach dient das Kloster lange Zeit als Scheune, Amtmannwohnung, Auslagerungsort der Universitätsbibliothek Kiel im Zweiten Weltkrieg, Flüchtlingswohnheim, Jugendherberge, Schule – bis es zu verfallen drohte.
Berühmt ist die große und reiche Klosterbibliothek, die zunächst nach Schloss Gottorf kam und nach 1712 in die Dänische Königliche Bibliothek in Kopenhagen verbracht wurde, wo sich noch heute 110 lateinische Handschriften und 149 Inkunabeln aus Cismar nachweisen lassen.

### Weitere Nutzung
Seit 1987 ist das Kloster Cismar nach umfangreichen Restaurierungen und dem Ausbau ab 1982 zum Kulturzentrum Dependance der Stiftung Schleswig-Holsteinische Landesmuseen geworden. Hier finden wechselnde Ausstellungen von überregionaler Bedeutung statt, im Winterhalbjahr im Gewölbesaal hochkarätige Konzertveranstaltungen des Förderkreises Kloster Cismar e. V. Weit über die Landesgrenzen hinaus bekannt ist das Klosterfest Cismar am zweiten Wochenende im August, ein Kunsthandwerkermarkt recht anspruchsvoller Ausprägung mit ca. 150 Marktbeschickern und 60.000–80.000 Besuchern pro Jahr. 25 % der vom Förderkreis Kloster Cismar e. V. erwirtschafteten Überschüsse fließen an die Stiftung Schleswig-Holsteinische Landesmuseen zur Verwendung in Cismar, der übrige Teil in die Erhaltung und Ausgestaltung des Klosters und in die kulturelle Belebung der Klosterinsel (Konzerte, Lesungen, Kulturpreise etc.).

### Allgemeines
- Arend Friedrich Nissen: Oekonomische Beschreibung des Amtes Cismar. In: Neue Schleswig-Holsteinische Provinzialberichte 1 (1811), S. 18–53, 122–146.
- Christian Kuß: Die vormaligen Klöster des Benediktinerordens in den Herzogthümern Schleswig und Holstein. In: Staatsbürgerliches Magazin 9 (1829), S. 600–694.
- Ernst Friedrich Mooyer: Chronologisches Verzeichnis der Äbte des lübeckischen Benediktinerklosters Cismar. In: Zeitschrift des Vereins für lübeckische Geschichte 1 (1860), S. 184–196.
- Richard Haupt: Das Lübecker St.-Johannis-Kloster, seine Festsetzung und Ausbreitung in Wagrien und das Kloster Cismar. In: Lübeckische Blätter 63 (1921), S. 296 ff.
- Alfred Kamphausen: Das Kloster Cismar. Oldenburg 1952.
- Irmgard Masurek: Die letzten Jahrzehnte des Klosters Cismar. In: Jahrbuch Oldenburg 1 (1957), S. 15–20.
- Jan Martin Meissner:  Die Klosterkirche zu Cismar (= Große Baudenkmäler. Band 229). Deutscher Kunstverlag, München/Berlin 1969.
- Jan Martin Meissner: Baugeschichte und Rekonstruktion des Benediktinerklosters in Cismar/Ostholstein. Dissertation Christian-Albrechts-Universität zu Kiel, Kiel 1976.
- Amadeus Eilermann: Die Benediktinerklöster in Niedersachsen, Schleswig-Holstein und Bremen (= Germania Benedictina. Band 6). St. Ottilien 1979, S. 101–108, ISBN 3-88096-606-0.
- Anna-Therese Grabkowsky: Das Kloster Cismar (= Quellen und Forschungen zur Geschichte Schleswig-Holsteins. Band 80). Neumünster 1982, ISBN 3-529-02180-6.
- Hinrich Scheef: Die Gründungsurkunde des Klosters Cismar. In: Jahrbuch Oldenburg 47 (2003), S. 12–15.
- Carsten Fleischhauer: Kloster Cismar (= DKV-Kunstführer. Band 229/4). 2., völlig neu bearbeitete Auflage. Deutscher Kunstverlag, München, Berlin 2004.
- Kerstin Schnabel: Die Bibliothek des Benediktinerklosters Cismar. In: Zeitschrift der Gesellschaft für Schleswig-Holsteinische Geschichte 134 (2009), S. 123–151.
- Anna-Therese Grabkowsky u. a.: Cismar. Benediktiner. In: Oliver Auge, Katja Hillebrand (Hrsg.): Klosterbuch Schleswig-Holstein und Hamburg. Klöster, Stifte und Konvente von den Anfängen bis zur Reformation, Bd. 1. Regensburg 2019, S. 252–297.

### Retabel
- Hans Wentzel: Der Hochaltar in Cismar und die lübeckischen Chorgestühlswerkstätten des 14. Jahrhunderts. Lübeck 1937.
- Hans Wentzel: Der Cismarer Altar. Hamburg 1941.
- Markus Freitag: Das Cismarer Hochaltarretabel. Teil 1: Eine Untersuchung zu Form, Werkstoffen und Arbeitstechniken. In: Zeitschrift für Kunsttechnologie und Konservierung 9 (1995), S. 124–142.
- Kurt Borchard: Der älteste Flügelaltarschrein. Cismar und seine Sehenswürdigkeiten. Dialog-Verlag 1996, ISBN 3-923707-01-0.
- Bernd Bünsche: Das Cismarer Hochaltarretabel. Konservierung und Restaurierung 1992–2002. In: Jahrbuch der Stiftung Schleswig-Holsteinische Landesmuseen Schloss Gottorf N.F. 8 (2001/02), S. 61–68.
- Donald L. Ehresmann: The Iconography of the Cismar Altarpiece and the Role of Relics in an Early Winged Altarpiece. In: Zeitschrift für Kunstgeschichte 64 (2001), S. 1–36.
- Markus Freitag: Das Cismarer Hochaltarretabel. In: Hartmut Krohm u. a. (Hrsg.): Entstehung und Frühgeschichte des Flügelaltarschreins. Berlin 2001, S. 60–68.
- Norbert Wolf: Deutsche Schnitzretabel des 14. Jahrhunderts. Berlin 2002, S. 40–60.
- Martin Grahl: Der Flügelaltar von Cismar. Chisinau 2022, ISBN 978-620-2-44205-3.